# Мун Џеин
Мун Џеин (кореј. 문재인; Коџе, 24. јануар 1953) јужнокорејски је политичар и бивши председник Јужне Кореје од 10. маја 2017. године до 10. маја 2022. године.

## Биографија
Рођен је 1953. године у Коџеу, у породици избеглица из Северне Кореје, у време Корејског рата. Мун је одрастао у сиромашној породици, која се сместила на југоистоку Јужне Кореје. Током студија на Универзитету Кјунг Хе у Сеулу, придружио се продемократском покрету чији је циљ био свргавање диктаторског режима Парк Чунг Хиа, који је владао земљом док није убијен у атентату 1979. године. 
Током 1975. године, Мун је провео неколико месеци у затвору због организације антивладиних протеста, да би га затим послали на одслужење војног рока у специјалним јединицама.

## Политичка каријера
Почетком осамдесетих Мун је постао адвокат у канцеларији каснијег председника Рох Му Хјуна, заступајући углавном интересе радника и студената. Када је Рох Му Хјун почео да се бави политиком 1988, Мун га је следио и често данас говори да му је пријатељство са Рохом променило живот.
Рох је постао председник Јужне Кореје, а Мун је у локалним медијима постао познат као "краљев секретар".
Када је Рох опозван 2004. због наводног кршења изборног закона, Мун је радио као његов адвокат одбране, а суд је Роха вратио на председничку функцију.
Када је Рох напустио функцију и био оптужен за корупцију, Мун је поново био његов адвокат.
Пријатељство и блиска сарадња настављени су до Роховог самоубиства 2009. године.
Мун је током кампање говорио да га је Рохова смрт одвела ка већем политичком ангажману. На изборима 2012, изгубио је од касније опозване председнице Парк Геун Хеј са око милион гласова.

### Председнички избори 2017.
Након корупционашког скандала у који је била умешана опозвана председница, подршка Муну је нагло почела да расте. После неколико месеци политичке неизвесности, у Јужној Кореји су одржани ванредни председнички избори, на којима је према излазним анкетама које су спровеле три телевизијске куће, Мун надмоћно победио.
Конзервативац Хонг Џун Пјо је био далеко иза, са 23,3% гласова, а следи кандидат центра Ан Чеол-су са 21,8% гласова. Ови кандидати су раније, након објављених резултата излазних анкета, признали пораз.
Победом Мун Џеина окончава се деценија владавине конзервативаца, јер Мун важи за ’либерала’ у својој земљи, што је најавио између осталог и променом политике према Северној Кореји, као и добросуседским односима и сарадњом са Кином, као и жељом за денуклеаризацијом Корејског полуострва.